# Uwe Frankenberger

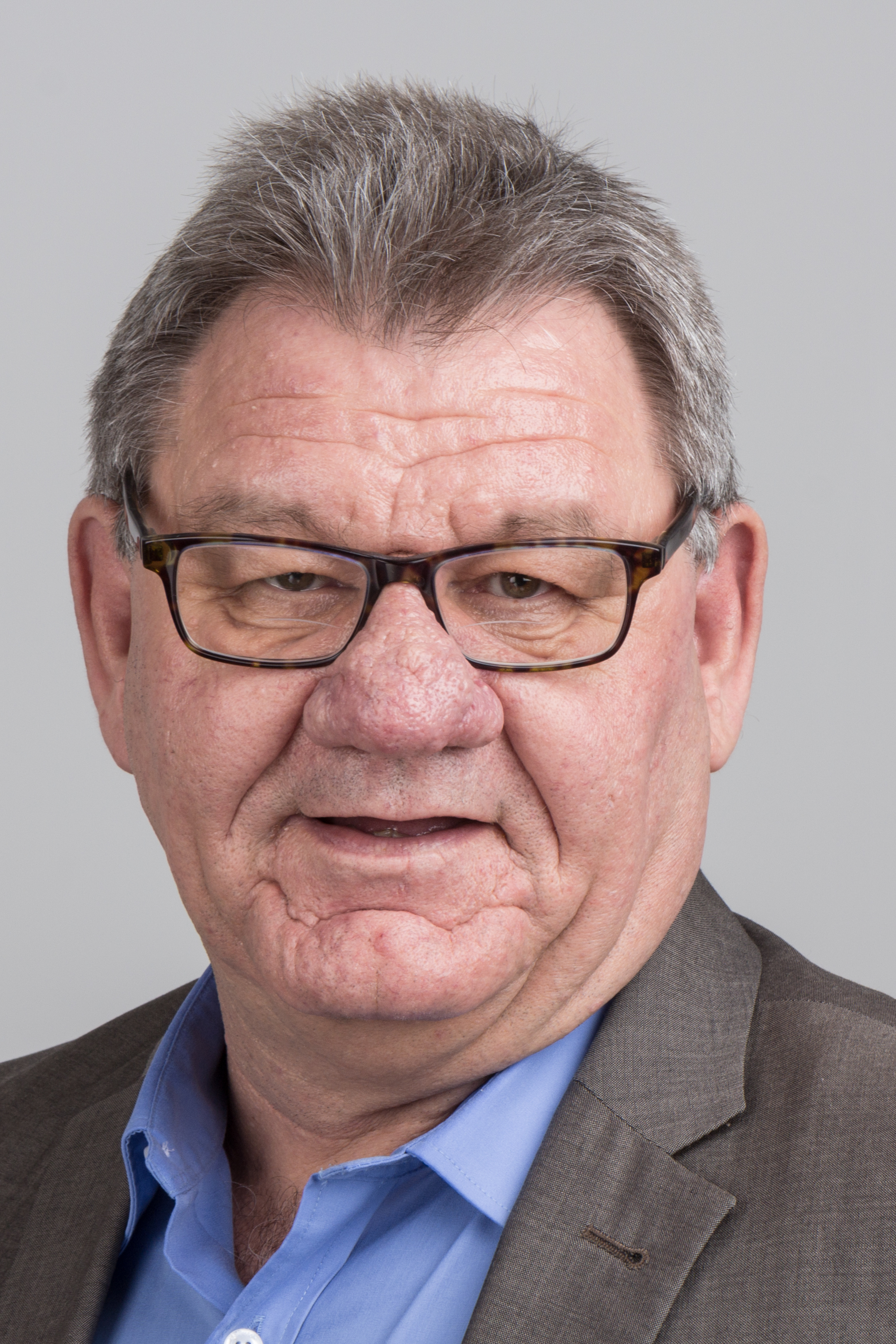
Uwe Frankenberger (2016)

Uwe Frankenberger (* 15. Mai 1955 in Trendelburg) ist ein deutscher Politiker (SPD). Er war von 1999 bis 2008 und von 2009 bis 2019 Mitglied des Hessischen Landtages. 

## Beruf und Partei
Nach der Ausbildung zum Groß- und Außenhandelskaufmann wurde er im Jahr 1986 Diplom-Handelslehrer. Ab 1988 wurde er tätig in der Erwachsenenbildung und unterrichtete ab dem Jahr 1991 in verschiedenen kaufmännischen Schulen in Kassel und Fulda.
Frankenberger ist seit dem Jahr 1976 Mitglied der SPD. Von 1985 bis 2016 war er Mitglied der Stadtverordnetenversammlung in Kassel und dort ab 1997 Fraktionsvorsitzender der SPD. In den Jahren 1999 bis 2001 und von 2005 bis 2006 war er stellvertretender Unterbezirksvorsitzender.
Dem Hessischen Landtag gehörte er vom 20. April 1999, als er für den ausgeschiedenen Abgeordneten Hans Eichel nachrückte, bis zur Auflösung des Landtags im November 2008 sowie erneut von 2009 bis 2019 an. Bei der Landtagswahl in Hessen 2008 am 27. Januar 2008 trat Frankenberger für den Wahlkreis Kassel-Stadt I als Direktkandidat an und konnte sich u. a. gegen Eva Kühne-Hörmann, der Kandidatin der CDU, durchsetzen.

## Familie
Uwe Frankenberger ist mit Gudrun Frankenberger verheiratet und hat zwei Kinder.